# Luis Martínez de Irujo y Artázcoz
Luis Martínez de Irujo, Markies van Casa Irujo (Madrid, 17 november 1919 - Houston, 6 september 1972) 
was de eerste echtgenoot van de Cayetana Fitz-James Stuart, Hertogin van Alva.
Hij was de zoon van Pedro Martínez de Irujo (1882-1957), Hertog van Sotomayor en Ana María de Artázcoz (1892-1930), eredame van koningin Victoria Eugenia.
De hertog was lid van de Koninklijke Academie van sint-Ferdinand. Jezus Aguirre, de tweede echtgenoot van de hertogin volgde hem op als Hertog-Consort van Alva, en zijn zoon Carlos Martínez de Irujo volgde hem op als Markies van Casa Irujo.

## Eretekens
- Spanje: Ridder Grootkruis Orde Isabella de Katholieke
- Griekenland Ridder Grootkruis Orde van de Feniks